# ヤシル・ハナピ
ムハンマド・ヤシル・ビン・ハナピ（Muhammad Yasir bin Hanapi、1989年6月21日 - ）は、マレーシア・スーパーリーグのPDRM FAに所属するサッカー選手。シンガポール代表。ポジションはMF。

## 経歴
ヤシルはゲイラン・ユナイテッドに当初所属していたが、2012年にシンガポール・ライオンズXIIが結成されると結成メンバーの一人となった。その翌年には再び改名したゲイラン・インターナショナルFCに復帰。翌2014年にはホーム・ユナイテッドに移籍した。
元々は右サイドバックの選手であったが、シンガポール・ライオンズXII時代に右ウインガーにコンバートされ、現在はウインガーとして活躍している。

## 代表歴
2007年の東南アジアサッカー選手権に出場したU-23代表の一人であり、同チームは銅メダルを獲得している。また、2009年に銅メダルを獲得した時もメンバーであった。
2016年11月13日、東南アジアサッカー選手権のカンボジア代表戦で代表初ゴール。シンガポールは1-0で勝利した。